# 日本双蝴蝶
日本双蝴蝶（学名：Tripterospermum japonicum）为龙胆科双蝴蝶属下的一个种。其种加词“japonicum”意为“日本的”。
现接受名为Tripterospermum trinervium (Thunb.) H.Ohashi & H.Nakai。